# Biskupiec (Olsztyn)
Biskupiec (Bischofsburg fino al 1945) è un comune urbano-rurale polacco del distretto di Olsztyn, nel voivodato della Varmia-Masuria.
Ricopre una superficie di 290,38 km² e nel 2004 contava 19 030 abitanti.